# Shh (Theo Evan)
"Shh" is een nummer van de Cypriotische zanger Theo Evan, geschreven door Dimitris Kontopoulos, Elke Tiel, Elsie Bay, Lasse Nymann en Linda Dale. Het werd uitgebracht op 11 maart 2025 en zal Cyprus vertegenwoordigen op het Eurovisiesongfestival 2025.

## Achtergrond en compositie
"Shh" werd geschreven door Dimitris Kontopoulos, Elke Tiel, Elsie Bay, Lasse Nymann en Linda Dale.

## Eurovisiesongfestival

### Interne selectie
In juli 2024 werd gemeld dat de Cypriotische omroep CyBC was begonnen met de zoektocht naar een kandidaat voor het Eurovisiesongfestival 2025. Anders dan bij de inzendingen van Sjabloon:Esccnty (Andrew Lambrou) en Sjabloon:Esccnty (Silia Kapsis), wilde men dit keer een artiest uit Cyprus zelf selecteren. Een focusgroep van muziekprofessionals en Eurovisie-experts maakte de uiteindelijke keuze. Eind augustus 2024 waren de artiest en het lied gekozen, en op 2 september werd Theo Evan als vertegenwoordiger aangekondigd. Het nummer "Shh" werd op 11 maart uitgebracht.

### Op het Eurovisiesongfestival
Het Eurovisiesongfestival 2025 vindt plaats in de St. Jakobshalle in Bazel, Zwitserland, met twee halve finales op 13 en 15 mei en de finale op 17 mei 2025. Tijdens de loting op 28 januari 2025 werd Cyprus ingedeeld in de eerste halve finale, in de tweede helft van de show.